# Norrtjärnen (Hassela socken, Hälsingland)
Norrtjärnen är en sjö i Nordanstigs kommun i Hälsingland och ingår i Harmångersåns huvudavrinningsområde. Sjön är 9 meter djup, har en yta på 0,0976 kvadratkilometer och befinner sig 127,3 meter över havet. Sjön avvattnas av vattendraget Harmångersån (Kölån).

## Delavrinningsområde
Norrtjärnen ingår i det delavrinningsområde (688838-154513) som SMHI kallar för Utloppet av Norrtjärnen. Medelhöjden är 131 meter över havet och ytan är 0,34 kvadratkilometer. Räknas de 70 avrinningsområdena uppströms in blir den ackumulerade arean 569,18 kvadratkilometer. Avrinningsområdets utflöde Harmångersån (Kölån) mynnar i havet. Avrinningsområdet består mestadels av skog (34 procent) och öppen mark (34 procent). Avrinningsområdet har 0,09 kvadratkilometer vattenytor vilket ger det en sjöprocent på 25,3 procent.